# 1-Iodhexan
1-Iodhexan ist eine chemische Verbindung aus der Gruppe der aliphatischen, gesättigten Halogenkohlenwasserstoffe.

## Gewinnung und Darstellung
1-Iodhexan kann durch Reaktion von 1-Bromhexan mit Kaliumiodid gewonnen werden.

## Eigenschaften
1-Iodhexan ist eine brennbare, schwer entzündbare, lichtempfindliche, farblose bis gelbliche Flüssigkeit, die praktisch unlöslich in Wasser ist. Als Stabilisator wird Kupfer der Verbindung zugesetzt.

## Verwendung
1-Iodhexan wird als Zwischenprodukt bei der Herstellung anderer chemischer Verbindungen (wie zum Beispiel Tetradecan) verwendet.

## Sicherheitshinweise
Die Dämpfe von 1-Iodhexan können mit Luft ein explosionsfähiges Gemisch (Flammpunkt 61 °C) bilden.